# 凯文·巴里 (拳击运动员)
凯文·巴里（英語：Kevin Barry，1959年10月10日—），新西兰男子拳击运动员。他曾代表新西兰参加1984年夏季奥林匹克运动会拳击比赛，获得男子81公斤级银牌。他于1990年成为教练。